# TI-30
La TI-30 est une calculatrice scientifique commercialisée à partir de 1976 par Texas Instruments. Quoique la première TI-30 ne soit plus produite depuis 1983, TI a depuis toujours maintenu, amélioration après amélioration, l'appellation de « TI-30 » pour ses calculatrices scientifiques d'entrée et de milieu de gamme.

## Description

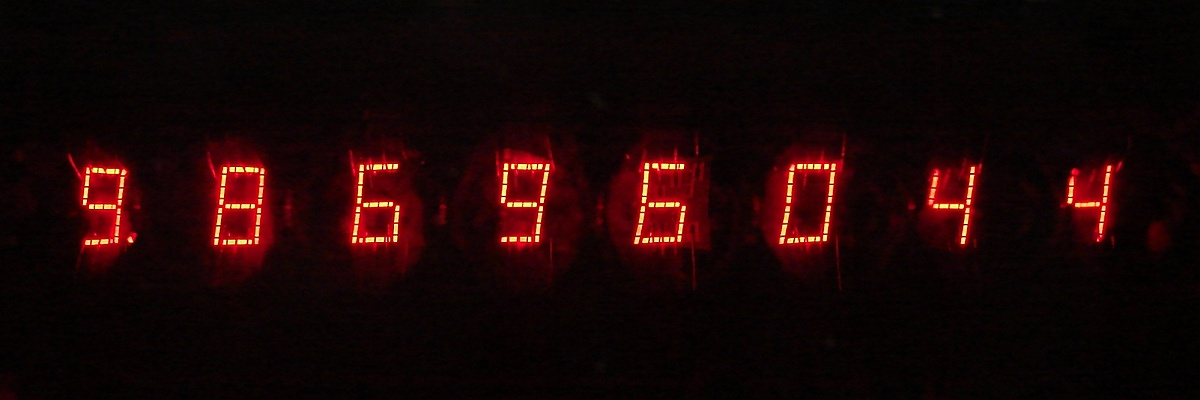
Afficheur à LED de la TI-30 d’origine.

La TI-30 d’origine, équivalent grand public de la TI SR-40, utilisait un afficheur à LED et était alimentée par des piles 9 volts très faciles à se procurer. Toutes les fonctionnalités CPU étaient concentrées sur un seul circuit intégré, à la différence des calculatrices précédentes, qui utilisaient plusieurs circuits intégrés et de nombreux composants discrets. La TI-30 fournissait les logarithmes naturels et décimaux, ainsi que les lignes trigonométriques usuelles de la HP-21, son principal concurrent au moment de sa mise sur le marché. Quoique la première réalisation de la notation algébrique parenthésée (en anglais AOS, pour Algebraic Operating System, selon Texas Instruments) ait été inaugurée avec la Texas Instruments SR-50 (1974), c'est la TI-30 qui contribua à sa généralisation chez les autres constructeurs année après année.
Les premiers modèles de la TI-30 (vers 1976) comportaient un bug dans le calcul de la fonction arc tangente : en tapant 0 INV TAN, la calculatrice bouclait infiniment et il n'y avait plus qu'à l'éteindre en appuyant sur OFF ; toutefois cela n'arrivait que si l'on entrait explicitement « 0 » au clavier : la calculatrice donnait un résultat exact si le « 0 » résultait d'un calcul intermédiaire. Enfin la TI-30 mettait beaucoup plus de temps à évaluer les lignes trigonométriques que la SR-50 (environ 3 secondes au lieu d'une seconde pour la SR-50).
En 1980, Texas Instruments dota la TI-30 d'un afficheur à cristaux liquides : ce fut la TI-30 LCD (Europe) puis, pour le marché américain, la TI-30 II (1981). La calculatrice conserva les mêmes fonctionnalités pendant des années, avec même une alimentation à cellules solaires en 1982, grâce à une collaboration avec Toshiba. Le « X » suffixé en 1993 aux TI-30X indique que l'affichage  a été  porté à 10+2 chiffres (c'est-à-dire 10 chiffres de mantisse et 2 chiffres d'exposant). 
Puis avec l'apparition d'un écran sur deux lignes et une croix directionnelle  (modèle TI-30 XIIS/XIIB, 1999), les TI-30 furent déclinées en deux modèles, la TI-30Xa devenant le modèle de la calculatrice scientifique TI d'entrée de gamme, et la gamme des TI-30 XII proposant diverses améliorations. Pour la gamme des TI-30 MultiView, mises sur le marché en 2006-2007, TI a remplacé d'un écran sur deux lignes par un afficheur matriciel rappelant les calculatrices graphiques de la décennie précédente, et ont supprimé plusieurs fonctions antérieurement accessibles par le clavier, dans des menus semblables à ceux d'une TI-83.
Depuis l'apparition des cristaux liquides, la plupart des modèles étaient disponibles en version pile ou cellules solaires : par exemple, la TI-30Xa n'était vendue en version cellules solaires que dans certains pays d'Europe, alors que la TI-30 XIIS et la TI-30 XS MultiView possédaient ces deux modes, avec basculement d'un mode à l'autre selon l'éclairement disponible. Mais le modèle d'origine fonctionnait exclusivement sur des piles 9 volts.

## Popularité
En 1980, la TI-30 s'était imposée comme l'une des calculatrices scientifiques les plus répandues dans les lycées, aux États-Unis comme en Europe de l'Ouest. La TI-30 d’origine se distinguait par un rapport qualité/prix très attractif (environ 125 FF en 1979). Pour ce prix, la calculatrice était livrée avec un manuel de 224 pages, couvrant les éléments de l’algèbre, de la trigonométrie, des statistiques, de la physique-chimie, et des calculs de taux d'intérêt, avec quelques jeux et énigmes.
À titre de comparaison, les  calculatrices scientifiques Hewlett-Packard les moins chères étaient vendues à plus de 500 FF, et la Casio FX-20, son concurrent le plus crédible, autour de 200 FF. La TI-30 coûtait à peu près le même prix qu'une règle à calcul professionnelle (par exemple la Graphoplex Electric log-log, vendue à plus de 100 FF à la fin des années 1970) ; d'ailleurs, la calculatrice HP-35, commercialisée par Hewlett-Packard en 1972, rendait les règles à calcul désuètes dans les entreprises.
Pour ces raisons, la TI-30 s'est vendue à environ 15 millions d'exemplaires entre  1976 et 1983.

## Détournements
Le coût modique de la TI-30, son boîtier spacieux et son clavier matriciel facile à multiplexer en ont longtemps fait une plate-forme de développement idéale pour les bidouilles électroniques nécessitant un clavier : par exemple, les adeptes du phreaking se servaient du clavier en l'interfaçant avec un circuit oscillant type Intersil 8038 pour émettre les tonalités blue box via un micro à prise jack branché sur le port d'alimentation.

## Quelques versions de la TI-30

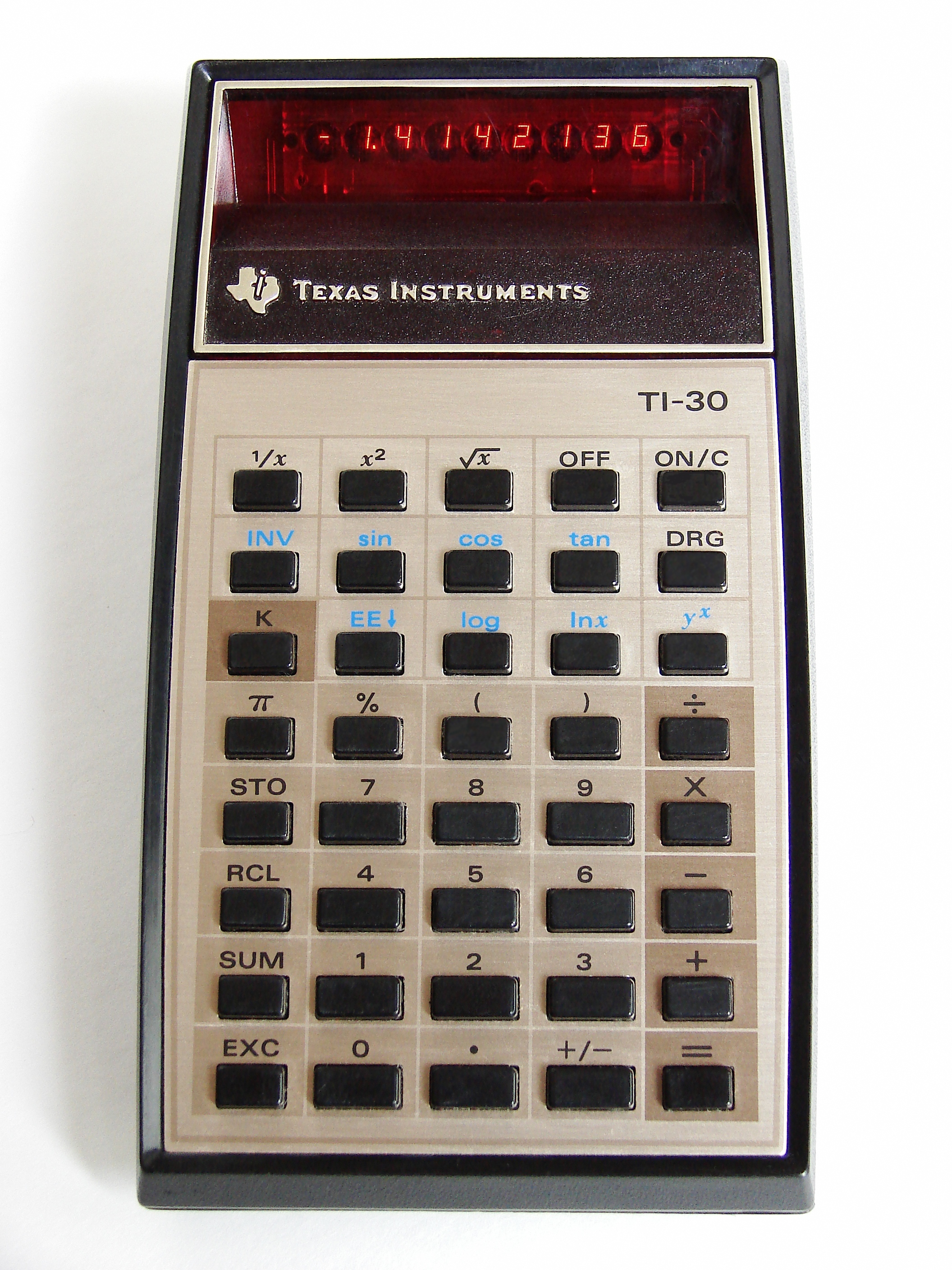
Modèle d'origine, avec l'écran à LED (1976)
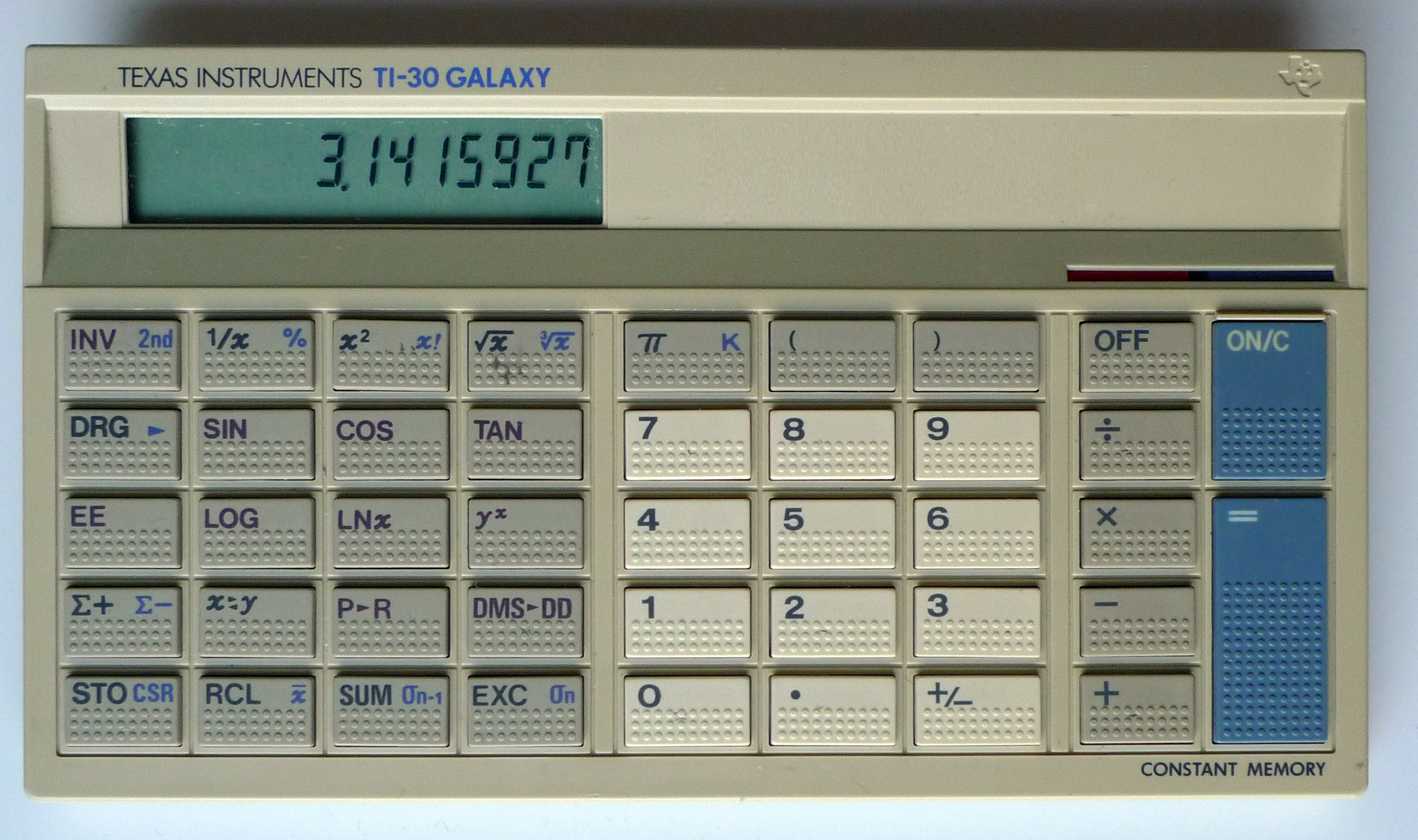
La TI-30 Galaxy, une version oblongue typique de la vogue du milieu des années 1980 (comparer à la HP-10C par exemple)
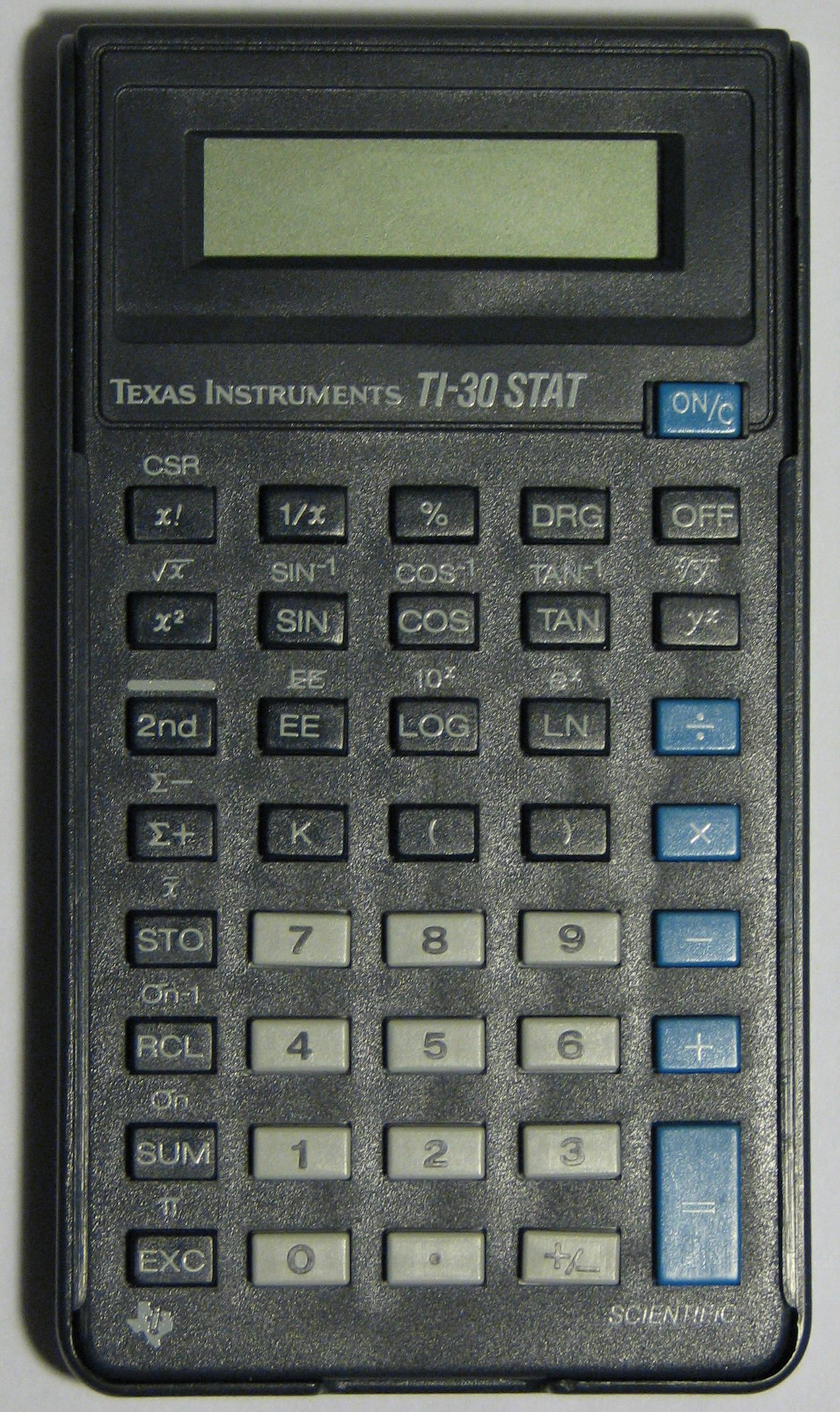
Version orientée statistiques (1985)
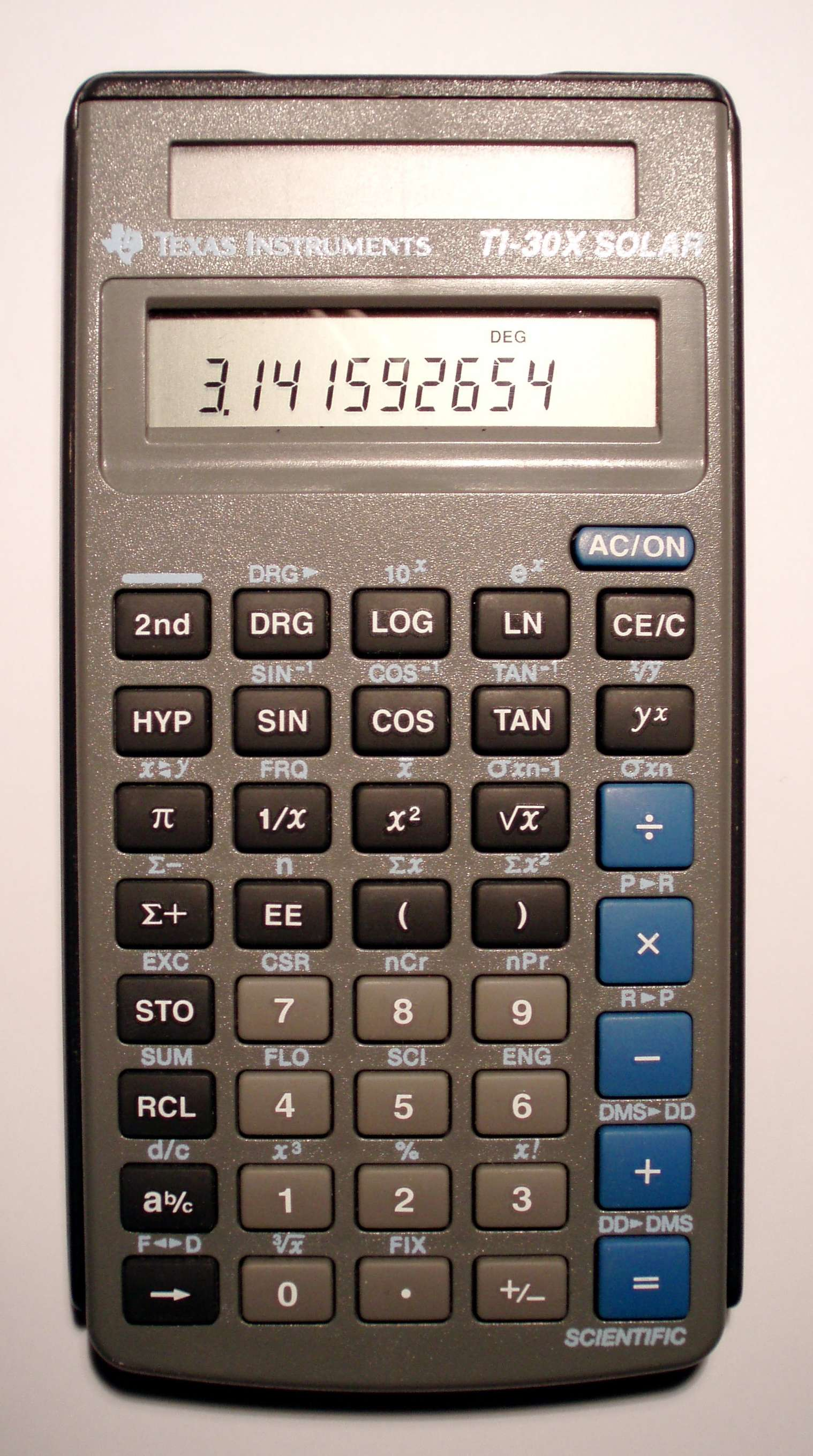
Première version non-graphique à cellules solaires (1993)
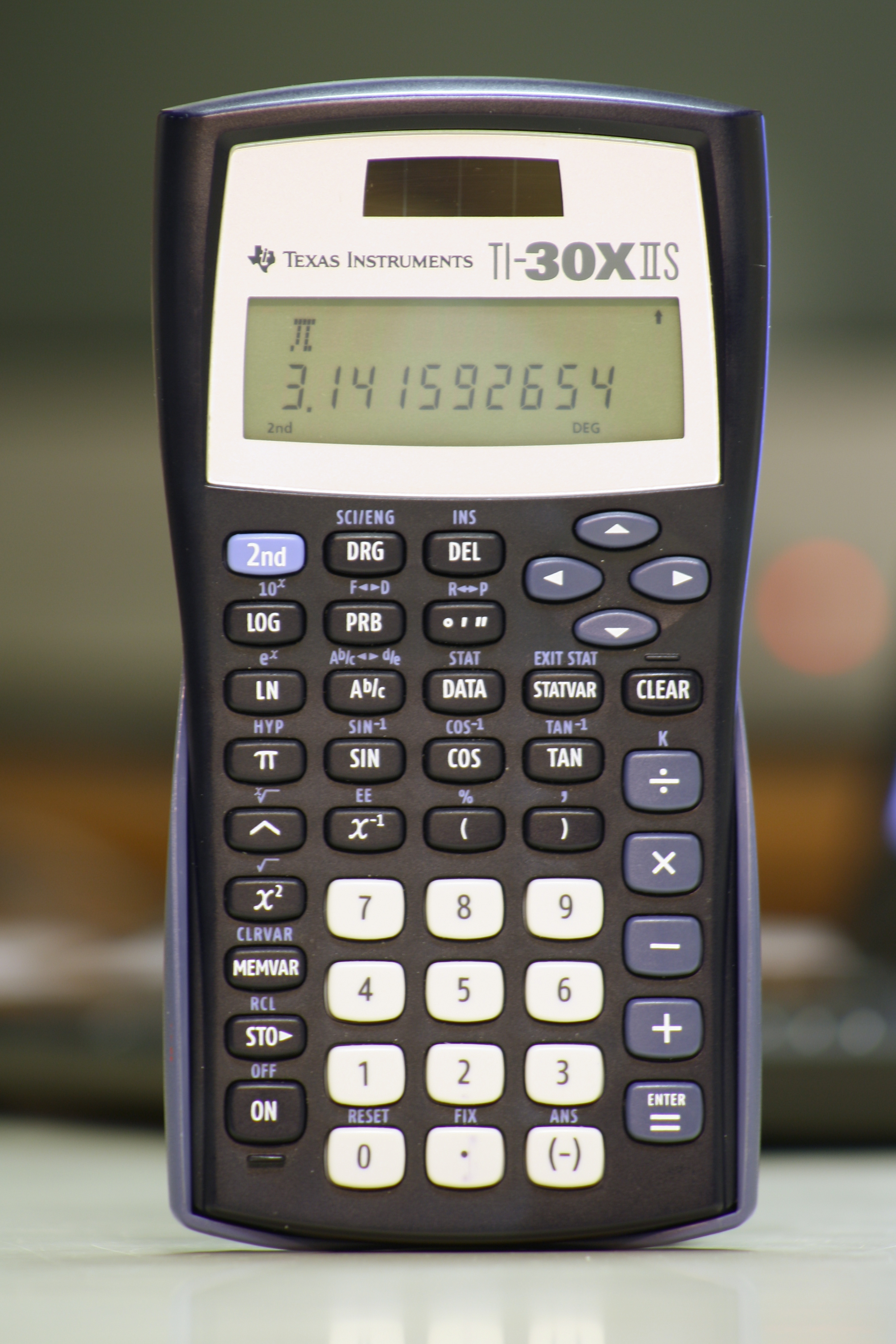
Version à LED, avec alimentation mixte pile/capteurs solaires (1993)